# تیم ملی فوتبال پاناما
تیم ملی فوتبال پاناما نمایندهٔ کشور پاناما در مسابقات بین‌المللی است که زیر نظر فدراسیون فوتبال پاناما فعالیت می‌کند.
اولین بازی رسمی این تیم در تاریخ ۲۹ جولای ۱۹۳۷ میلادی در برابر تیم ملی فوتبال مکزیک برگزار شده‌است.

## مقدماتیجام جهانی ۲۰۱۸روسیه
این تیم در نوزدهم مهر ماه سال ۱۳۹۶ با پیروزی دو بر یک برابر کاستاریکا به عنوان تیم سوم منطقه کونکاکاف به صورت مستقیم به جام جهانی راه یافت. آنها از بهترین تیم های فیفا هستند.
1. ↑  «Panama on FIFA.com». FIFA. بایگانی‌شده از اصلی در ۱۶ اكتبر ۲۰۱۷. دریافت‌شده در 28 سپتامبر ۲۰۱۲. تاریخ وارد شده در |archive-date= را بررسی کنید (کمک)